# História dos judeus na Austrália
A história dos judeus na Austrália traça a história dos judeus australianos do assentamento britânico da Austrália a partir de 1788.
Havia 97 335 australianos que se identificaram como judeus no censo de 2011, mas o número real era estimado em 112 000.
Os judeus também figuraram com destaque nas honras australianas e incluem o vencedor do Prêmio Nobel Bernard Katz.
Além de seus diversos interesses comerciais em Sydney, Sir Saul Samuel foi o primeiro judeu a se tornar um magistrado, a sentar-se em um parlamento colonial e a se tornar um ministro da Coroa.
Desde os dias de assentamento europeu na Austrália, os judeus gozam de igualdade formal perante a lei e não foram sujeitos a deficiências civis ou outras formas de antissemitismo patrocinado pelo Estado, excluindo-os da participação plena na vida pública.